# Yohoia tenuis
Yohoia tenuis es la única especie del género Yohoia, era un pequeño artrópodo que vivió en el Cámbrico, sus restos fósiles fueron encontrados en la formación de esquisto de Burgess, en Columbia Británica, Canadá. Se ha situado entre los aracnomorfos, un grupo de artrópodos que incluye los quelicerados y posiblemente a los trilobites. Medían entre 7 y 23 mm. Se conocen 711 ejemplares de Yohoia en el Gran Yacimiento de Filópodos, donde constituyen el 1,35% de la comunidad.